# Nejlepší střelec Deutsche Eishockey Liga
Nejlepší střelec je každoročně udělované ocenění pro hráče, jenž vstřelí v základní části sezóny Deutsche Eishockey Liga nejvíce gólů.

## Přehled vítězů
Toto je seznam nejlepších střelců v jednotlivých ročnících (od sezóny 1994/1995) Deutsche Eishockey Liga. Jsou započteny pouze branky v základní části soutěže.
- Nejvíce vstřelených branek bylo v sezóně 1995/96, kdy ruský útočník Sergej Berezin vstřelil 49  branek za 50 odehraných zápasů.

| Hráč           | Počet | Rok         | Klub                |
| -------------- | ----- | ----------- | ------------------- |
| Patrick Reimer | 2x    | 2014 a 2016 | Nürnberg Ice Tigers |
| Michael Wolf   | 2x    | 2008 a 2011 | Iserlohn Roosters   |

| Sezóna                      | Vítěz                      | Klub                                   | Počet branek |
| --------------------------- | -------------------------- | -------------------------------------- | ------------ |
| 1994/1995                   | Andrej Kovalev Mike Millar | Schwenninger Wild Wings Kassel Huskies | 39 branek    |
| 1995/1996                   | Sergej Berezin             | Kölner Haie                            | 49 branek    |
| 1996/1997                   | Chris Lindberg             | Krefeld Pinguine                       | 37 branek    |
| 1997/1998                   | Joe West                   | Hannover Scorpions                     | 28 branek    |
| 1998/1999                   | Jan Alston                 | Adler Mannheim                         | 33 branek    |
| 1999/2000                   | Sergej Vostrikov           | Augsburger Panther                     | 36 branek    |
| 2000/2001                   | Corey Millen               | Kölner Haie                            | 34 branek    |
| 2001/2002                   | Brad Purdie                | Krefeld Pinguine                       | 32 branek    |
| 2002/2003                   | Christoph Brandner         | Krefeld Pinguine                       | 28 branek    |
| 2003/2004                   | Dany Bousquet              | Wölfe Freiburg                         | 30 branek    |
| 2004/2005                   | Patrick Lebeau             | Frankfurt Lions                        | 29 branek    |
| 2005/2006                   | Alexandr Selivanov         | Krefeld Pinguine                       | 30 branek    |
| 2006/2007                   | Herberts Vasiljevs         | Krefeld Pinguine                       | 30 branek    |
| 2007/2008                   | Michael Wolf               | Iserlohn Roosters                      | 44 branek    |
| 2008/2009                   | Ken Magowan                | Grizzly Adams Wolfsburg                | 29 branek    |
| 2009/2010                   | Thomas Greilinger          | ERC Ingolstadt                         | 38 branek    |
| 2010/2011                   | Michael Wolf               | Iserlohn Roosters                      | 34 branek    |
| 2011/2012                   | Kai Hospelt                | Grizzly Adams Wolfsburg                | 25 branek    |
| 2012/2013                   | Matt Dzieduszycki          | Grizzly Adams Wolfsburg                | 31 branek    |
| 2013/2014                   | Patrick Reimer             | Nürnberg Ice Tigers                    | 33 branek    |
| 2014/2015                   | Kevin Clark                | Hamburg Freezers                       | 32 branek    |
| 2015/2016                   | Patrick Reimer             | Nürnberg Ice Tigers                    | 26 branek    |
| 2016/2017                   | Jack Combs                 | Fischtown Pinguins                     | 27 branek    |
| 2017/2018                   | Brooks Macek               | EHC Red Bull München                   | 26 branek    |
| 2018/2019                   |                            |                                        |              |
| 2019/2020                   |                            |                                        |              |
| Zdroj na eliteprospects.com |                            |                                        |              |